# Felip II de Tàrent
Felip II de Tàrent (1329-25 de novembre, 1374) fou príncep de Tàrent, príncep d'Acaia i pretendent titular a l'Imperi Llatí des del 1364 al 1374.

## Llinatge
De la primera dinastia Capet d'Anjou-Sicília, era fill segon de Felip I de Tàrent i de l'emperadriu titular de Constantinoble Caterina de Valois-Courtenay.

## Vida
Després de l'execució del seu cosí Carles, duc de Durazzo, el 1348, va succeir com a rei d'Albània. Poc després, el seu germà gran Lluís es va casar amb la seva cosina germànica, Joana I de Nàpols, i es va convertir en rei.
L'abril del 1355 es casà amb Maria de Calàbria, filla de Carles de Calàbria i de Maria de Valois, germana de la reina Joana I de Nàpols.
El 1364, després de la mort del seu germà Robert II de Tàrent, el succeí com a príncep d'Acaia i pretendent titular a l'Imperi Llatí.
La seva muller Maria de Valois morí el 1366 i el 20 d'octubre del 1370 es casà en segones núpcies amb Elisabeth d'Eslavònia, filla d'Esteve d'Eslavònia i presumpta hereva al tron d'Hongria. El 1373 resignà als seus drets sobre el Principat d'Acaia en favor de la seva cunyada Joana I de Nàpols. Morí a Tàrent el 25 de novembre del mateix any.

## Família
De la seva primera muller Maria de Calàbria:
- Felip (1356)
- Carles (1358)
- Felip (1360)
- un infant (1362)
- un infant (1366)

De la seva segona muller Elisabeth d'Eslavònia:
- Felip (1371)

Tots els seus fills moriren joves. Els seus successors foren la seva cunyada Joana I de Nàpols pel Principat d'Acaia i la seva neboda Margarida de Tàrent, pel Ducat d'Àndria.

## Títols i successors
| Felip II de Tàrent Primera Dinastia Capet d'Anjou-Sicília (Branca menor de: Dinastia Capet)Naixement: 1329 Mort: 25 de novembre 1374 | | |
| Títols | | |
| Precedit per: Robert II de Tàrent (germà)                                                                                            | Príncep de Tàrent (Llista de prínceps de Tàrent) (1364-1374) | Succeït per: Jaume dels Baus (fill de la seva neboda -Margarida de Tàrent- i el marit d'aquesta -Francesc dels Baus-) |
| Precedit per: Robert II de Tàrent (germà)                                                                                            | Príncep d'Acaia (Llista de prínceps d'Acaia) (1364-1373) | Succeït per: Joana I de Nàpols (cunyada)                                                                              |
| Títols com a pretendent | | |
| Precedit per: Robert II de Tàrent (germà)                                                                                            | — En disputa per: — Imperi Llatí (Llista d'emperadors de Constantinoble) (1364-1374) — Raó de la disputa: — El 1261 Miquel VIII Paleòleg reconquerí Constantinoble i restaurà l'Imperi Romà d'Orient | Succeït per: Jaume dels Baus (fill de la seva neboda -Margarida de Tàrent- i el marit d'aquesta -Francesc dels Baus-) |